# ول کوهی
ول کوهی (نام علمی: Microtus montanus) نام یک گونه از زیرخانواده ولیان است.